# Kleine Bamicke
Die Kleine Bamicke bei Jagdhaus im nordrhein-westfälischen Hochsauerlandkreis ist der 661,3 m ü. NHN hohe östlichste Gipfel der Rüsper Rothaar im Rothaargebirge.

## Geographie

### Lage
Die Kleine Bamicke liegt etwa 3,3 km ostsüdöstlich des Großen Kopfes  (740,8 m) und 4,9 km östlich des Härdlers (756,0 m) im Naturpark Sauerland-Rothaargebirge. Sie befindet sich zwischen Bad Berleburg im Südosten und Schmallenberg im Nordnordwesten. Die nächstgelegenen Dörfer sind mit dem 1,8 km westnordwestlich befindlichen Jagdhaus und dem 2,1 km nordöstlich liegenden Latrop zwei Ortsteile von Schmallenberg. Etwas südsüdwestlich des Gipfels verläuft die Grenze vom Hochsauerlandkreis mit Schmallenberg zum Kreis Siegen-Wittgenstein mit Bad Berleburg.

### Naturräumliche Zuordnung
Die Kleine Bamicke gehört in der naturräumlichen Haupteinheitengruppe Süderbergland (Nr. 33) in der Haupteinheit Rothaargebirge (mit Hochsauerland) (333) zum Naturraum Rüsper Rothaar (333.41). Nach Osten geht die Landschaft in die Rüsper Rothaar (333.52) über.

### Berghöhe
Auf der Kleinen Bamicke liegen im Wald zwei kaum wahrnehmbare Anhöhen, die rund 150 m voneinander entfernt sind: die Nordost-Anhöhe als höchste Stelle des Bergsporns (661,3 m) mit einem wenige Meter westlich davon gelegenen trigonometrischen Punkt (659,8 m) und die Südwest-Anhöhe (661,1 m) mit einem etwas östlich davon befindlichen Waldwegabzweig (660,5 m); dort verläuft die Landkreisgrenze. Zwischen den Anhöhen ist auf topographischen Karten die Höhenangabe 659,5 m zu finden.

## Schutzgebiete
An der Kleinen Bamicke liegen Teile der Naturschutzgebiete Rothaarkamm am Grenzweg und Waldreservat Schanze, des Fauna-Flora-Habitat-Gebiets Schanze und des Landschaftsschutzgebiets Rothaargebirge (für Details siehe Absatz Schutzgebiete im Artikel Großer Kopf).

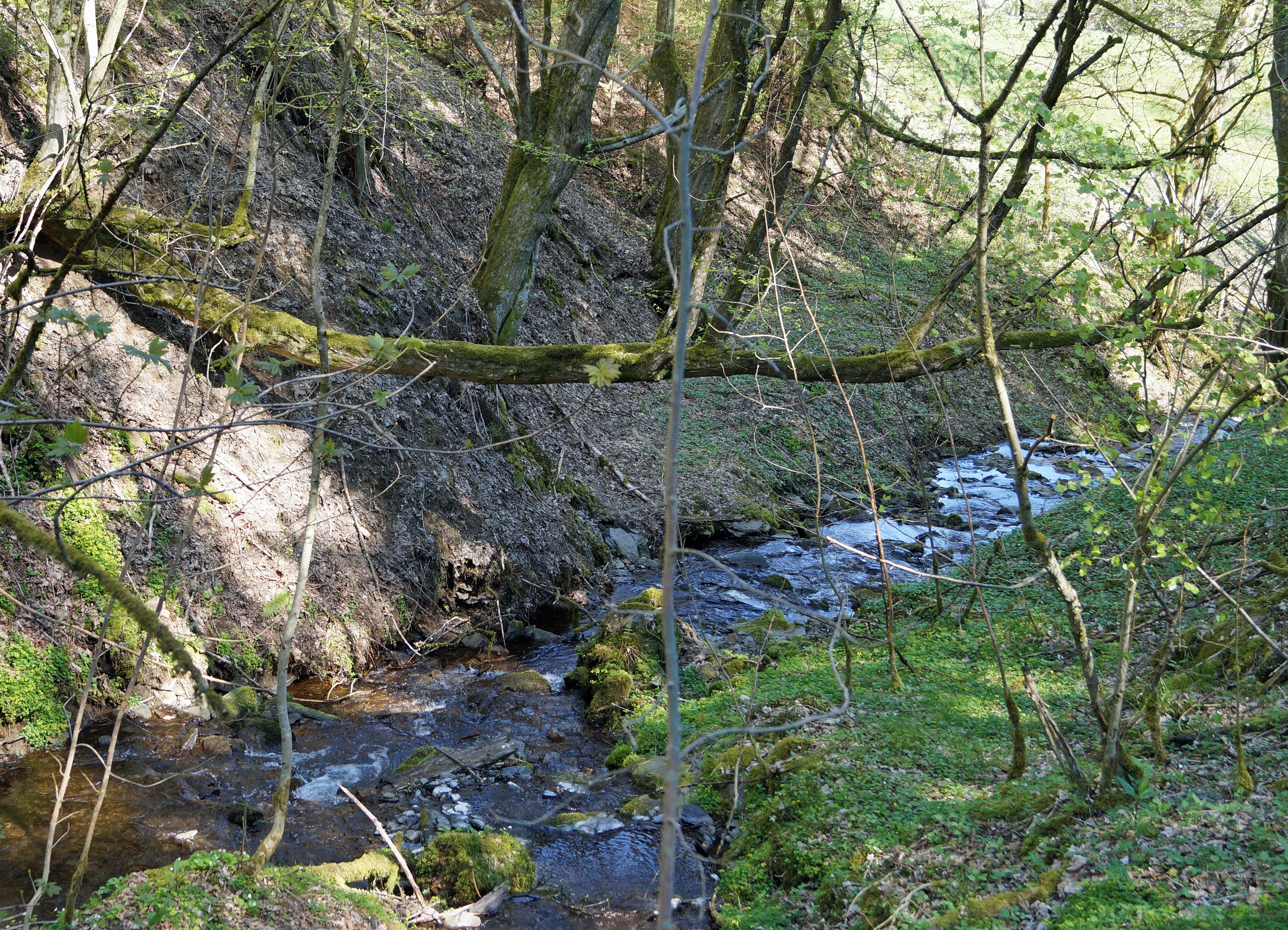
Die Kleine Bamicke kurz vor ihrer Mündung in die Latrop

## Wasserscheide und Fließgewässer
Über die Kleine Bamicke verläuft die Rhein-Weser-Wasserscheide. Das Wasser der Fließgewässer, die vom Sporn nordwärts streben, wie die Kleine Bamicke (auch nur Bamicke genannt) und die Ettmecke als südliche Zuflüsse der Latrop, fließt durch Lenne und Ruhr in den Rhein. Dem entgegen verläuft jenes der südwärts gerichteten Bäche, wie der Wohlbach, durch Bortlingsbach, Kappel, Eder und Fulda in die Weser.

## Verkehr, Wandern und Langlauf
In Fleckenberg zweigt von der Bundesstraße 236 die Jagdhäuser Straße ab, die nach und durch Jagdhaus und nach westlichem Passieren der Kleinen Bamicke im Kreis Siegen-Wittgenstein als Kreisstraße 42 nach Wingeshausen führt. Außerdem zweigt in Fleckenberg von der B 236 die kleine Latroper Straße ab, die als Sackgasse nördlich an der Kleinen Bamicke vorbei nach Latrop verläuft. Beispielsweise von Jagdhaus oder Latrop kann man auf Wald- und Wanderwegen zur Kleinen Bamicke gelangen.
Knapp 350 m südlich des Gipfels der Kleinen Bamicke, an der Waldwegkreuzung (632,4 m) bei der Schutzhütte Millionenbank, vereinen sich zwei Abschnitte des Rothaarsteigs: der aus Richtung Nordosten vom Dorf Latrop bzw. von der Großen Bamicke kommende Talweg und der von Osten vom Großen Kopf kommende Bergweg. Von dort führt der vereinte Steig westwärts zum Dorf Jagdhaus. Wenn in der kalten Jahreszeit genug Schnee liegt wird um die Kleine Bamicke herum und zum Beispiel an der Millionenbank vorbei oftmals die Millionenbank-Loipe gespurt.